# Alexandra Engen
Alexandra Catharina Engen (nascida em 5 de janeiro de 1988) é uma atleta sueca que compete no ciclismo de montanha. Engen qualificou-se para os Jogos Olímpicos de Verão de 2012 em Londres e terminou na sexta posição no cross-country feminino. Foi campeã mundial duas vezes no cross-country eliminator.

## Pódios daCopa do Mundo
| Temporada | Posição | Data                | Local                        | Disciplina |
| 2013      |         |                     |                              |            |
| --------- | ------- | ------------------- | ---------------------------- | ---------- |
| 2013      | 1º      | 17 de maio de 2013  | Albstadt, Alemanha           | XCE        |
| 2013      | 3º      | 24 de maio de 2013  | Nové Město, República Tcheca | XCE        |
| 2013      | 1º      | 13 de junho de 2013 | Val di Sole, Itália          | XCE        |
| 2013      | 2º      | 25 de junho de 2013 | Vallnord, Andorra            | XCE        |